# فرودگاه سانتی کوپر رجیونال
فرودگاه سانتی کوپر رجیونال (به انگلیسی: Santee Cooper Regional Airport) یک فرودگاه همگانی بهره‌برداری هوایی است که یک باند فرود آسفالت دارد و طول باند آن ۱۰۹۸ متر است. این فرودگاه در کشور ایالات متحده آمریکا قرار دارد و در ارتفاع ۳۱ متری از سطح دریا واقع شده است.